# Женская сборная Австрии по футболу (до 17 лет)
Женская юниорская сборная Австрии по футболу (U-17) — футбольная сборная, сформированная в 2010 году для участие в чемпионате Европы среди девушек не старше 17 лет.
Деятельность сборной регламентируется Австрийским футбольным союзом.

## Участие вЧемпионатах Европы(ЧЕ)
| Результат финальных матчей | Результат финальных матчей | Результат финальных матчей | Результат финальных матчей | Результат финальных матчей | Результат финальных матчей | Результат финальных матчей | Результат финальных матчей | Результат финальных матчей |    | Результат отборочных матчей | Результат отборочных матчей | Результат отборочных матчей | Результат отборочных матчей | Результат отборочных матчей | Результат отборочных матчей |
| Организатор и Год          | Раунд                      | Место                      | И                          | В                          | Н                          | П                          | ГЗ                         | ГП                         | И  | В                           | Н                           | П                           | ГЗ                          | ГП                          |                             |
| -------------------------- | -------------------------- | -------------------------- | -------------------------- | -------------------------- | -------------------------- | -------------------------- | -------------------------- | -------------------------- | -- | --------------------------- | --------------------------- | --------------------------- | --------------------------- | --------------------------- | --------------------------- |
| Швейцария 2008             | Не участвовала             | Не участвовала             | Не участвовала             | Не участвовала             | Не участвовала             | Не участвовала             | Не участвовала             | Не участвовала             | 0  | 0                           | 0                           | 0                           | 0                           | 0                           |                             |
| Швейцария 2009             | Не участвовала             | Не участвовала             | Не участвовала             | Не участвовала             | Не участвовала             | Не участвовала             | Не участвовала             | Не участвовала             | 0  | 0                           | 0                           | 0                           | 0                           | 0                           |                             |
| Швейцария 2010             | Не квалифицировалась       | Не квалифицировалась       | Не квалифицировалась       | Не квалифицировалась       | Не квалифицировалась       | Не квалифицировалась       | Не квалифицировалась       | Не квалифицировалась       | 6  | 4                           | 0                           | 2                           | 22                          | 5                           |                             |
| Швейцария 2011             | Не квалифицировалась       | Не квалифицировалась       | Не квалифицировалась       | Не квалифицировалась       | Не квалифицировалась       | Не квалифицировалась       | Не квалифицировалась       | Не квалифицировалась       | 3  | 1                           | 1                           | 1                           | 2                           | 3                           |                             |
| Швейцария 2012             | Не квалифицировалась       | Не квалифицировалась       | Не квалифицировалась       | Не квалифицировалась       | Не квалифицировалась       | Не квалифицировалась       | Не квалифицировалась       | Не квалифицировалась       | 3  | 1                           | 1                           | 1                           | 13                          | 3                           |                             |
| Швейцария 2013             | Не квалифицировалась       | Не квалифицировалась       | Не квалифицировалась       | Не квалифицировалась       | Не квалифицировалась       | Не квалифицировалась       | Не квалифицировалась       | Не квалифицировалась       | 6  | 3                           | 2                           | 1                           | 21                          | 7                           |                             |
| Англия 2014                | Группа                     | 3                          | 3                          | 1                          | 1                          | 1                          | 2                          | 2                          | 6  | 6                           | 0                           | 0                           | 31                          | 2                           |                             |
| Исландия 2015              | Не квалифицировалась       | Не квалифицировалась       | Не квалифицировалась       | Не квалифицировалась       | Не квалифицировалась       | Не квалифицировалась       | Не квалифицировалась       | Не квалифицировалась       | 6  | 4                           | 0                           | 2                           | 16                          | 4                           |                             |
| Беларусь 2016              | Не квалифицировалась       | Не квалифицировалась       | Не квалифицировалась       | Не квалифицировалась       | Не квалифицировалась       | Не квалифицировалась       | Не квалифицировалась       | Не квалифицировалась       | 6  | 4                           | 1                           | 1                           | 14                          | 7                           |                             |
| Чехия 2017                 | Не квалифицировалась       | Не квалифицировалась       | Не квалифицировалась       | Не квалифицировалась       | Не квалифицировалась       | Не квалифицировалась       | Не квалифицировалась       | Не квалифицировалась       | 6  | 3                           | 0                           | 3                           | 16                          | 6                           |                             |
| Литва 2018                 | Не квалифицировалась       | Не квалифицировалась       | Не квалифицировалась       | Не квалифицировалась       | Не квалифицировалась       | Не квалифицировалась       | Не квалифицировалась       | Не квалифицировалась       | 6  | 4                           | 1                           | 1                           | 28                          | 3                           |                             |
| Болгария 2019              | Группа                     | 4                          | 3                          | 0                          | 0                          | 3                          | 3                          | 9                          | 6  | 5                           | 1                           | 0                           | 20                          | 3                           |                             |
| Босния и Герцеговина 2022  | Не квалифицировалась       | Не квалифицировалась       | Не квалифицировалась       | Не квалифицировалась       | Не квалифицировалась       | Не квалифицировалась       | Не квалифицировалась       | Не квалифицировалась       | 6  | 3                           | 2                           | 1                           | 12                          | 3                           |                             |
| Эстония 2023               | Не квалифицировалась       | Не квалифицировалась       | Не квалифицировалась       | Не квалифицировалась       | Не квалифицировалась       | Не квалифицировалась       | Не квалифицировалась       | Не квалифицировалась       | 6  | 3                           | 0                           | 3                           | 8                           | 3                           |                             |
| ИТОГО                      |                            |                            | 6                          | 1                          | 1                          | 4                          | 5                          | 11                         | 66 | 41                          | 9                           | 16                          | 203                         | 49                          |                             |

## Участие вЧемпионатах Мира(ЧМ)
В финальных стадиях Чемпионатов Мира не участвовала.